# 大眾食品
大眾食品控股有限公司，簡稱大眾食品控股，以及大眾食品（英語：People's Food Holdings Limited，SGX：P05、前港交所上市編號：0708），於1994年由明金星（主席）創立，名為「臨沂新程金锣肉類製品有限公司」。由是一家在香港交易所前上市的工業公司。
大眾食品總部位於山東臨沂，公司在百慕達註冊。主要業務是生產「金鑼」品牌肉製品。2004年資產淨值為RMB 3,208,645,000 ，純利為RMB 616,243,000 。
2014年有传闻报道有国资背景的“中粮集团”与明金星洽谈收购事宜，尚不明朗。2014年8月，公司在没有任何公告的情况下，默默成立了新公司，集团公司更名为临沂金锣投资有限公司，子公司更名为临沂金锣文瑞食品有限公司。

## 外部連結
- 大眾食品控股有限公司網站